# Essen (Adelsgeschlecht, Essen)

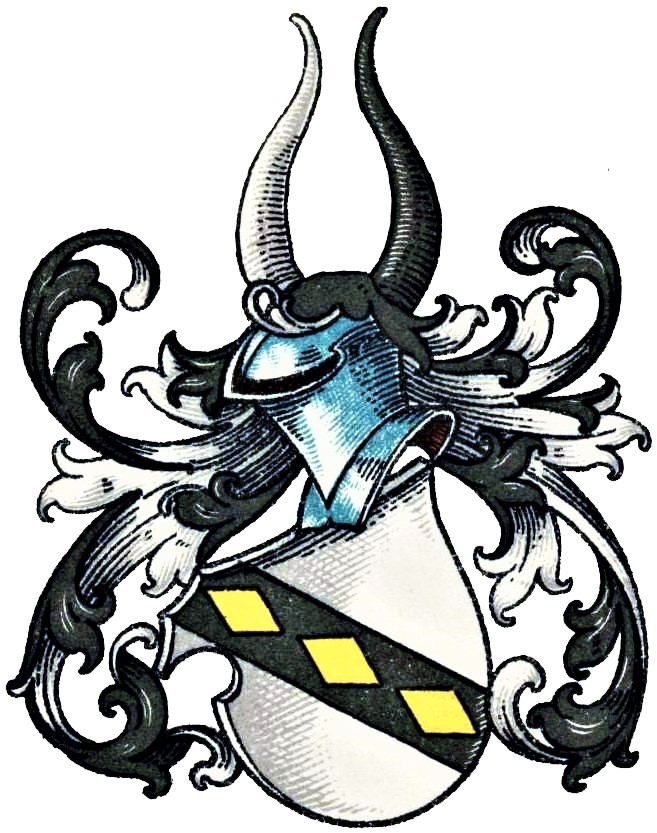
Stammwappen derer von Essen im Wappenbuch des Westfälischen Adels

Essen (auch: Essene, Essende o. ä.) ist der Name eines westfälischen Adelsgeschlechts, das auch in das Baltikum und nach Schweden kam.
Die hier behandelte Familie ist zu unterscheiden von mehreren anderen wappenverschiedenen, nichtverwandten Adelsgeschlechtern von Essen.

## Geschichte
Das westfälische Geschlecht hatte seinen Stammsitz in Essen an der Ruhr und erscheint urkundlich erstmals 1150 mit Conrad von Essene, Zeuge in einer münsterschen Urkunde. Es war eines Stammes mit den von Eickel und von Düngelen. Schon früh kam die Familie auch in die Niederlande. Am Niederrhein und in der niederländischen Provinz Geldern besaß die Familie Essen, Helbergen, Herken, Hochelbergen, Ilten bei Calbeck (Kreis Geldern), Schaffeler und Schwanenburg (urkundl. 1520), Vanenburg und Vorthusen. Ferner gehörten ihr in Westpreußen Pustkowie und Wilczesloff im Amt Borzichow (urkundl. 1773). Darüber hinaus besaß das Geschlecht verschiedene Güter in der Provinz Brandenburg: Biesdorf (Ob. Barnim) (urkundl. 1713), Lüdersdorf (Ob. Barnim) (1713).
Ein Adolf von Essen erscheint 1216, 1350 ein Conrad von Essen, Domdechant von Osnabrück, später Mönch zu Marienfeld. Ritter Evert von Essen erbaute das Burg Erden in der Twente. 1380 eroberte und schleifte Bischof Florenz von Münster die Burg, da Evert von der Burg aus dem Bistum Münster regelmäßig Schaden zufügte. Evert baute die Burg 1384 wieder auf. In Reval kommt bereits 1360, 1362, 1364 und 1368 ein Heinricus de Essende als Ratsherr vor, ebenso in Riga 1387 und 1395 Eberhardus de Essende und 1411 Marquard von Essen.
In Schweden erlangte die Familie ebenfalls den Adelsstand. Paul Carlsson von Essen (* 25. September 1631), zuletzt Oberkommandant in Reval und Festungsoberbaudirektor in Liv- und Estland, am 1. August 1690 vermählt mit Maria Elisabeth Güntersberg († 1693), sowie sein Bruder Stephan (* 1633), Major im Malmö-Kavallerie-Regiment, vermählt mit Christina von Clodt († 1682), wurden 1681 in Schweden naturalisiert. Die Söhne von Anton Stephansson Essen (1677–1743) und Agneta Elisabeth von Essen, sowie des Letzteren Enkel Carl Johann Antonsson von Essen (1725–1778) und Otto R. von Essen (* 1728; 1780 noch unvermählt), wurden 1756 sub. Nr. 1957 in das schwedische Ritterhaus introduziert. Des ersteren Sohn, Oberst Heinrich Johann von Essen, verstarb am 25. August 1748 ohne männliche Erben.
Ein Capitain bei dem Thalregiment, Benjamin Alexander von Essen (* 7. Mai 1700 im Thal-Land), war am 7. November 1748 Schwertordensritter und wurde am 21. November 1751 in Schweden naturalisiert und unter Nr. 1919 im Jahr 1752 introduziert. Am 6. Februar 1753 war er Adjutant beim Trabentencorps.
Der königlich-preußische Oberst Friedrich Wilhelm von Essen besaß nach der Mitte des 18. Jahrhunderts Groß Volz im Kreis Rummelsburg. 1815 kommt ein Major von Essen als Kommandant von Memel vor. Er starb 1818.
Laut Max von Spießen erlosch die Familie Ende des 18. Jahrhunderts. Tatsächlich kamen Familienmitglieder auch später noch in Esens (1867) vor. In Hamburg lebte 1795 ein Johann Heinrich von Essende, in Lübeck 1834 ein Heinrich von Essende.

## Wappen
- Blasonierung des Stammwappens: In Rot Silber ein rechtsschräger schwarzer Balken mit drei goldenen Wecken belegt. Auf dem Helm zwei Büffelhörner, rechts silbern und links schwarz. Helmdecken sind schwarz-silbern.[6]

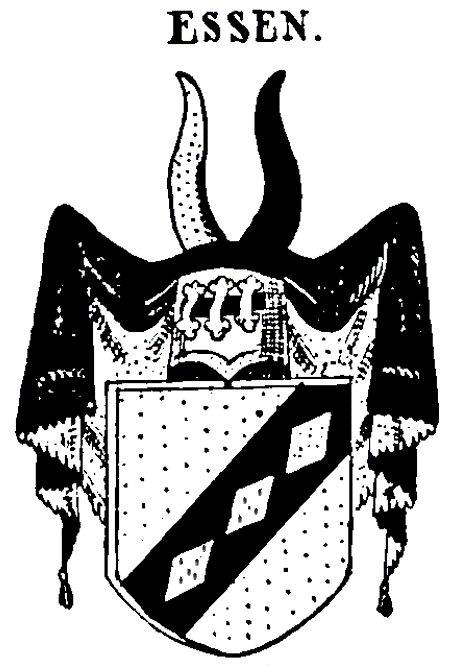
Wappen derer von Essen in Lübeck bei Siebmacher (1871) mit abweichender Tingierung (Schild golden)
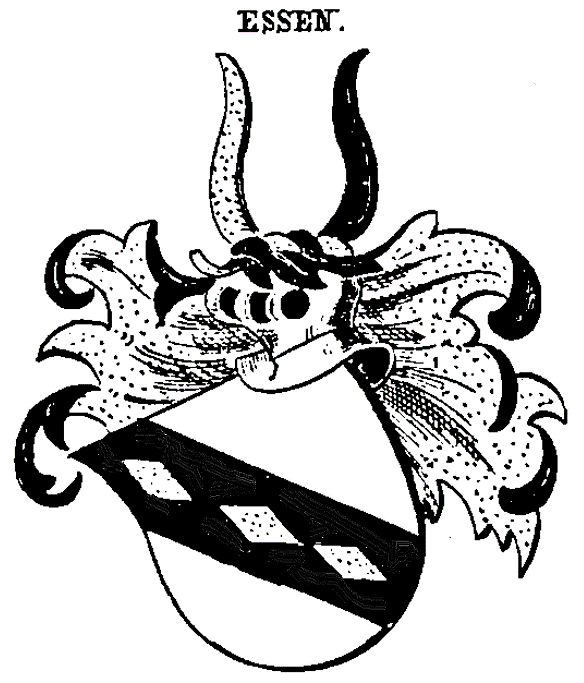
Wappen derer von Essen bei Siebmacher (1878)
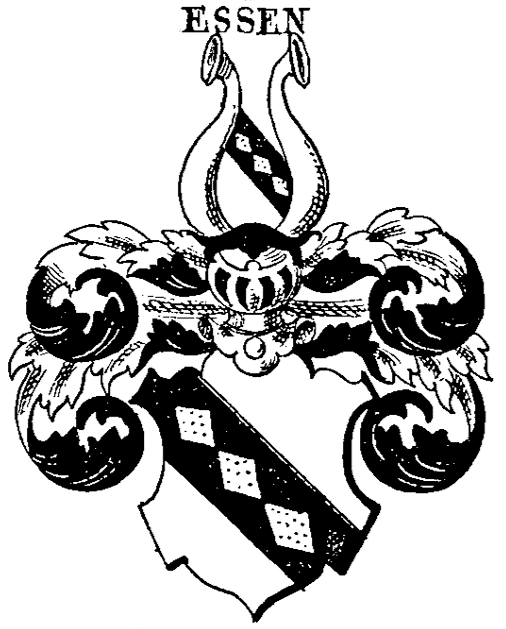
Wappen derer von Essen bei Siebmacher (1880)
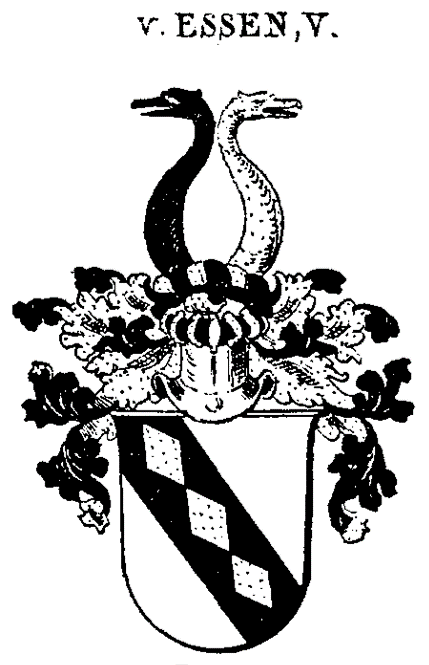
Wappen derer von Essen bei Siebmacher (1901)

- Blasonierung des schwedischen Wappens von 1681: Im blauen Schild ein goldenes Tatzenkreuz, belegt mit einem großen roten Schild. Darin ein silbern-bordierter schwarzer Sparren, belegt mit vier goldenen Wecken nach der Teilung, darunter drei (1:2) silberne Kugeln. Auf dem gekrönten Helm der angestammte Sparren, die Wecken und die Kugeln wiederholt zwischen zwei rot-silbern und gold-blau geteilten Büffelhörnern. Statt der Decken ein mit goldenen Schnüren aufgebundener, rechts blau-golden links rot-silbern Wappenmanden mit Franzen verwechselter Tingierung.[3]
- Blasonierung des schwedischen Wappens von 1751: In Blau ein golden gemeines Tatzenkreuz, belegt mit von Silber über Rot geteiltem Herzschild, oben ein aufgerichteter blauer Löwe, unten ein silbern-bordierter schwarzer Sparren, belegt nach der Teilung mit vier goldenen Wecken; unter dem Sparren drei (1:2) silberne Kugeln. Auf dem gekrönten Helm zwei geschrägte Schwerter überhöht von strahlendem Gottesauge. Die Helmdecken sind blau-golden. Als Schildhalter ein widersehender silberner Adler und dergleichen Greif.[3]

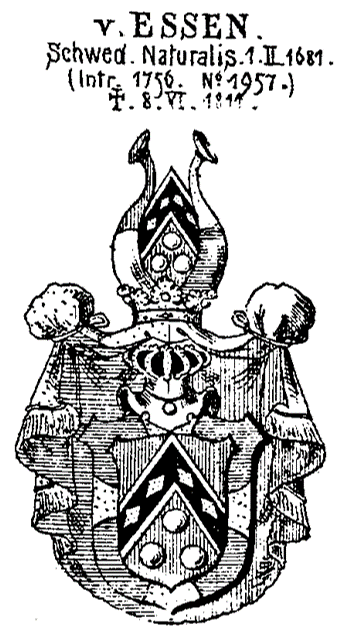
Wappen derer von Essen in Schweden (1681)
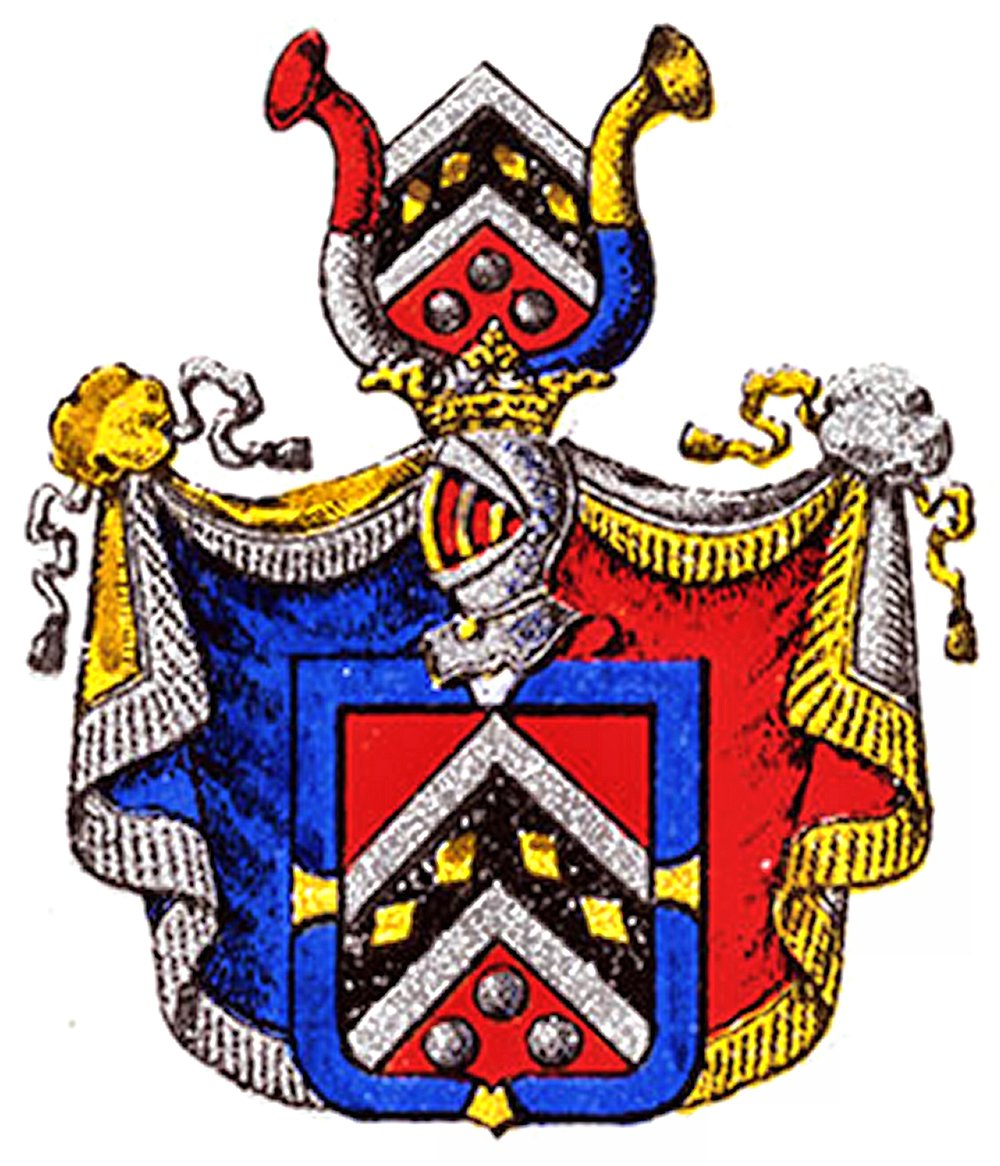
Wappen derer von Essen in Schweden (1681)
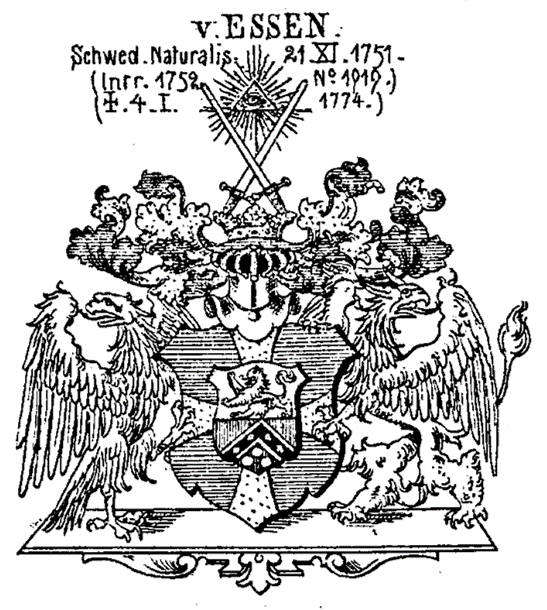
Wappen derer von Essen in Schweden (1751)